# Скеля Бистрова
Скеля Бистрова — скеля в масиві Вольтат на території Землі Королеви Мод. в Антарктиді. Нанесена на карту Радянською антарктичною експедицією 1961 р. Названа на честь російського палеонтолога О. П. Бистрова (1899—1959 рр.). Назву затверджено 23 листопада 1966 року на засіданні Міжвідомчої комісії з вивчення Антарктики (СРСР).

## Згадки скелі Бистрова в літературі
- Б. В. Дубовский. Новые наименования географических объектов в районе работ Советской антарктической экспедиции на Земле Королевы Мод. Антарктика. Доклады комиссии 1967 г., Москва, Наука, 1969, вип.7, стор.201-205.
- Б. Г. Масленников. Морская карта рассказывает. Москва, Воениздат, 1973, 365 с (стор.50).
- Л. И. Дубровин, М. А. Преображенская. Русские и советские географические названия на картах Антарктики. Ленинград, Гидрометеоиздат, 1976, 80 с (стор.29).
- Б. Г. Масленников. Морская карта рассказывает. Друге видання, перероблене і доповнене. Москва, Воениздат, 1986, 368 с (стор.50).
- Словарь географических названий Антарктики. Москва, ЦНИИГАиК, 1987, 407 с (стор.40, 242).
- В. Быстров. Наш земляк из книги «Лезвие бритвы». Рязанский следопыт, Рязань, в-во «Горизонт», 1994, N.3, стор.26-28.
- О. Иодко. Капитан «Звёздных кораблей» А. П. Быстров — врач, художник, палеонтолог. Санкт-Петербурзький університет, 1995, N7(3400), стор.24-27.
- О. Иодко. Умный котёнок профессора Быстрова. Ваш Друг, 1996, N27, стор.7.
- О. В. Иодко. 15000 черепов А. П. Быстрова. Студенческий перекрёсток, Додаток до газети «Эскалатор». Санкт-Петербург, 1996, N1(121), стор.4.
- Знакомьтесь: наш земляк. Газета «Старожиловские просторы», 16 травня 1998 року, стор.1.